# 王哲林
王哲林（1994年1月20日—），福建省福州市人，現役中國篮球运动员，现效力於CBA聯盟的上海大鲨鱼队。2016年NBA选秀中被孟菲斯灰熊队选中，和周琦一起成为成为继宋涛、王治郅、姚明、巴特尔、薛玉洋、易建联、孙悦之后第八位被NBA选中的中国籍篮球运动员。

## 青年队时期
王哲林生于福建福州，原籍福建省三明市沙县，父母分别是原福建男女篮的队员，因而有独天得厚的基因遗传。小学就读于晋安区第三中心小学，五年级身高就达到了1.70米，14岁的王哲林的身高已经有2米出头，加盟了福建省青年队。
2010年首次入选中国国青队，参加了在德国举行的2010年U17世界青年籃球錦標賽，获得了第七名的好成绩。虽然他是全队年龄最小，经验最浅的球员，但场均贡献5.8分4.9篮板，从替补变成了主力，被认为是一个潜力之星。9月他又跳级参加了在也门举行的2010年亚洲U18青年篮球锦标赛，帮助中国队九场全胜拿到冠军，是球队最大发现，场均得到14.3分8.6篮板，决赛对阵韩国更是拿下27分19篮板，成为队中仅次于郭艾伦的二号人物。
2011年6到7月，参加了在拉脱维亚举行的2011年U19世界青年籃球錦標賽，因“兵谏门”事件（13名球员集体写请愿信要求撤换主教练范斌）影响，球队表现不佳，最终只获得第13名。
2012年3月，王哲林首次入选了中国国家队的21人集训名单，但未能进入参加伦敦奥运会的12人正式大名单。而在4月举行的2012年耐克篮球峰会，王哲林得到19分8篮板2盖帽，带领国际队84比75战胜美国队，惊艳全场，是耐克全球峰会17年历史上表现最出色的中国球员。
8月，作为适龄球员参加了在蒙古国举行的2012年亚洲U18青年篮球锦标赛，这也是王哲林第二次参加亚洲U18比赛，作为队中惟一入选过国家队的球员，场均得到22.3分10.3篮板，与韩国队的决赛中更是在球队落后13分的情况下挺身而出，得到3分1篮板并投中了扳平比分的3分球，球队以9连胜的成绩成功卫冕，他个人也当选为本届比赛MVP。
9月，入选中国国奥队，参加了在日本举行的2012年亚洲杯篮球锦标赛，这是他第一次参加成人级别的比赛，场均得到14分10篮板，但命中率只有40%出頭反映他还需要继续提高自己的对抗能力。

## CBA时期
2012年6月，王哲林与福建鲟浔兴正式签约，将征战2012-13年中国男子篮球职业联赛。11月25日首场联赛对阵战青岛双星，拿下11分6篮板，12月7日客场对阵浙江稠州银行，得到31分15篮板。2013年2月1日，客场对吉林队的比赛中得到24分21篮板“双二十"数据并有6次助攻。

## NBA选秀以及NBA夏季联赛
2016年，官方年紀已滿22歲的王哲林獲得NBA選秀資格，並於第57順位被孟菲斯灰熊選中。
2018年7月6日，由中国篮协对接NBA联盟组织了与2018NBA夏季联赛球队打的练习赛，王哲林跟随中国男篮红队参加了此次练习赛。在首场比赛当中，王哲林所在的红队以36：56不敌拓荒者。第二场比赛，王哲林所在的红队以66：78不敌火箭。第三场比赛，王哲林拿了三分，红队大比分不敌国王。

2019年，随中国队再次参加夏季联赛，取得一胜四负成绩。

## 综艺节目
- 2019年《奔跑吧》第三季第8集嘉宾。

## 評價
- 優點︰王哲林有著不錯的低位腳步和背打。

- 缺點︰王哲林沒有一個合格中鋒應有的身体條件，臂展只有2米15加上溜肩的先天性問題，導致他的摸高很差（只有2米69）嚴重影響他的移動速度和彈跳，他甚至無法跟上比他更高的大個子，也沒有封蓋能力（最大摸高只有3米37）。

他的低位單打在國際賽場經常被吹走步，而且頻繁的轉圈跟跳舞一樣，故被稱「舞王」
同时王哲林在世界杯上对同队的李凯尔说“王哲林”的意思是go home，回家，所以人们都称大王“回家”